# Керван (кратер)
Керван (лат. Kerwan) — крупнейшая подтверждённая геологическая структура и ударный кратер на Церере. 
Открыт 19 февраля 2015 года по снимкам приближавшегося тогда к Церере зонда Dawn.

## Описание
Диаметр Кервана примерно равен 284 км (30% диаметра Цереры); наибольшая глубина около 5 км.
Для своего размера кратер Керван на удивление плоский, и у него отсутствует характерный для больших кратеров центральный пик. Вероятно, этот пик был уничтожен более поздним ударом, породившим 15-километровый кратер в центре Кервана. Относительно остальной поверхности Цереры Керван является весьма старым образованием, так как практически все остальные кратеры его области располагаются поверх него.
На северо-западной части вала Кервана расположено светлое пятно, подобное пятнам кратера Оккатор.
Керван является антиподом крупнейшего криовулкана Цереры Ахуны, и возможно, Ахуну породила ударная волна от столкновения, создавшего Керван, сфокусировавшаяся на противоположной стороне Цереры.

## Название
Назван в честь духа ростков маиса (кукурузы) в мифологии народа хопи (название утверждено МАС 3 июля 2015 года).